# Jaszkul
Jaszkul (ros. Яшкуль) – osiedle typu miejskiego w południowej Rosji, na terenie wchodzącej w skład tego państwa Republiki Kałmucji, w południowo-wschodnim skrawku kontynentu europejskiego.
Miejscowość liczy ok. 7400 mieszkańców (2002 r.).